# 아메리칸 메가트렌즈
아메리칸 메가트렌즈(American Megatrends Inc.), 줄여서 아미(AMI)는 PC 하드웨어와 펌웨어를 전문으로 하는 미국의 하드웨어와 소프트웨어 기업이다. 1985년 팻 사마(Pat Sarma), 서브라모니언 섄커(Subramonian Shankar)가 설립하였으며, 2011년 기준에는 회장과 사장이었다. 초창기부터 쓰던 로고와 사명은 2020년 삼각뿔 로고로 바뀌고 American Megatrends Inc.의 약칭인 AMI로 바뀌었다.

## 제품

### AMIBIOS
| 비프 횟수 | 의미                                                              |
| --------- | ----------------------------------------------------------------- |
| 1         | 시동 자체 시험 성공                                               |
| 2         | RAM의 최초 64KiB 패리티 오류                                      |
| 3         | RAM의 최초 64KiB의 메모리 오류                                    |
| 4         | 3번과 동일하지만 기능하지 않는 타이머 1을 포함                    |
| 5         | CPU 오류                                                          |
| 6         | 8042 키보드 컨트롤러 칩의 A20 라인 오류                           |
| 7         | 오류를 나타내는, CPU 가상 모드 예외 발생                          |
| 8         | 시스템 비디오 램 접근 시 읽기/쓰기 오류                           |
| 9         | ROM 펌웨어의 계산된 체크섬과 펌웨어에 하드코딩된 예측된 값 불일치 |
| 10        | CMOS NVRAM 종료 레지스터 읽기/쓰기 오류                           |
| 11        | L2 캐시 오류                                                      |

AMIBIOS(AMI BIOS로 띄어서 쓰기도 함)는 아메리칸 메가트렌즈가 개발, 판매하는 IBM PC 호환 바이오스이다. 1994년 기준으로, 회사는 PC 클론 중 75%가 AMIBIOS를 사용했다고 주장하였다. AMI와 다른 회사가 제조한 메인보드에 사용된다.

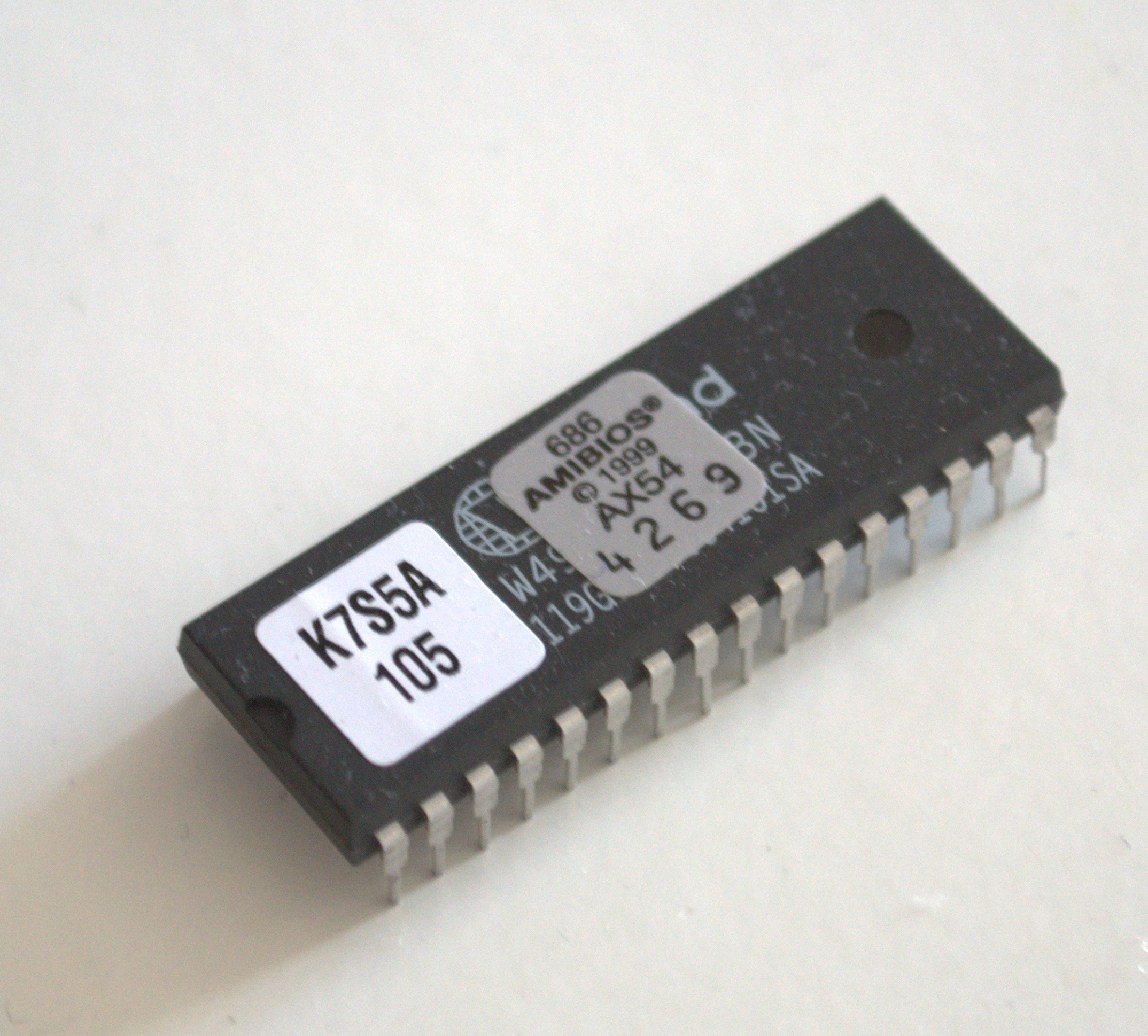
ECS 메인보드에서 분리된 AMIBIOS 이미지를 포함하는 칩

### AMIDiag
AMIDiag는 OEM에만 판매되는 PC 진단 유틸리티 계열이다.

### Aptio
AMI의 UEFI 펌웨어 솔루션.

### StorTrends/ManageTrends
StorTrends 계열의 네트워크 기반 백업 및 스토리지 관리 소프트웨어와 하드웨어는 4, 12, 16 드라이브 베이의 여러 NAS와 iSCSI 기반 SAN 서버를 포함한다.

### DuOS-M
DuOS-M은 인텔 x86 기반 컴퓨터용으로 아메리칸 메가트렌즈가 개발한 상용 소프트웨어로, 마이크로소프트 윈도우 운영 체제를 사용하여 듀얼 운영 체제 환경을 제공하며, 여기에서 사용자는 동시에 안드로이드 운영 체제를 마이크로소프트 윈도우와 연계하여 배치시킬 수 있다.

## 같이 보기
- 대만의 기업 목록